# Imageboard

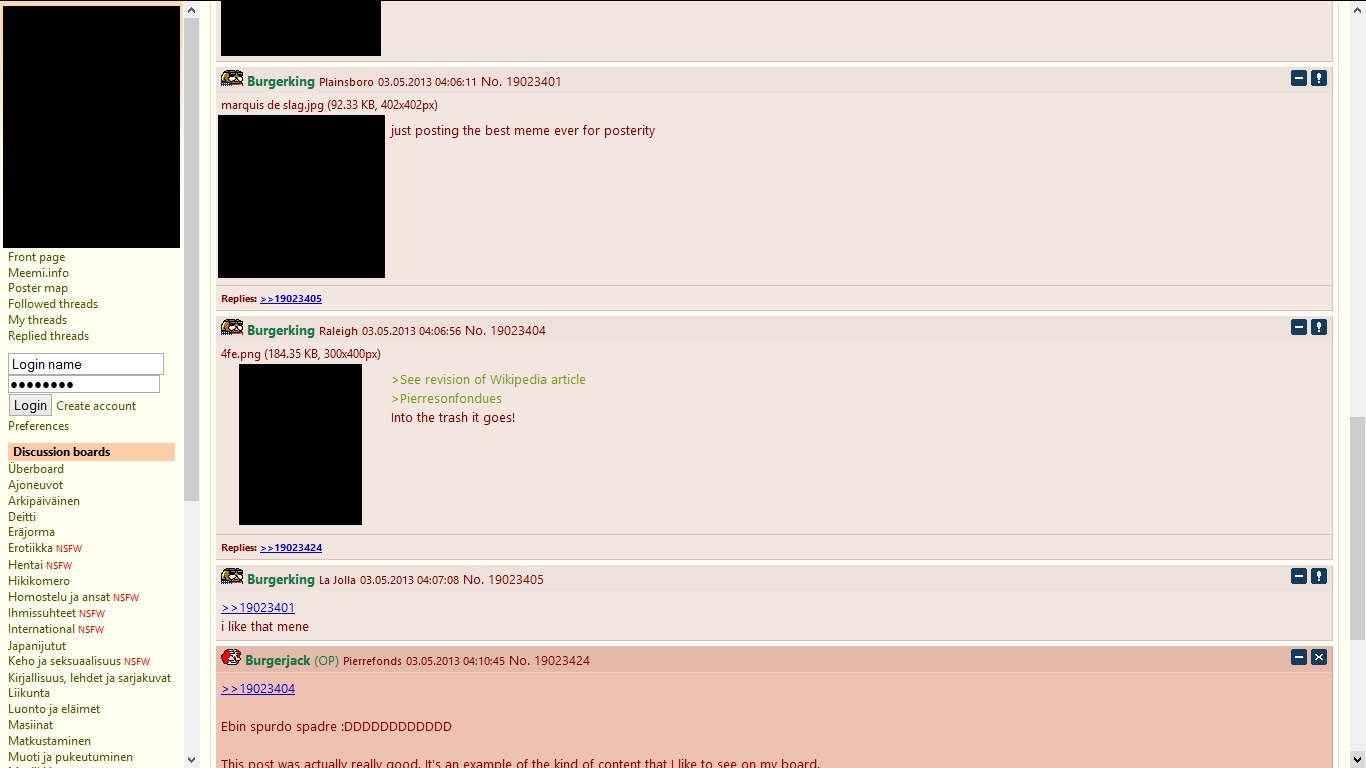
Zrzut ekranu z fińskiego imageboardu, Ylilauta.

Imageboard (forum obrazkowe; zwany także chan od angielskiego wyrazu channel) – rodzaj forum internetowego nastawionego głównie na wymianę obrazków, ale również tekstu. Koncepcja imageboarda wywodzi się z japońskich BBS-ów, takich jak 2channel.
Pierwsze imageboardy powstały w Japonii, a wiele anglojęzycznych dotyczy kultury japońskiej. Najpopularniejszym imageboardem na świecie jest 4chan, który powstał jako klon japońskiego Futaba Channel.

## Mechanizmy

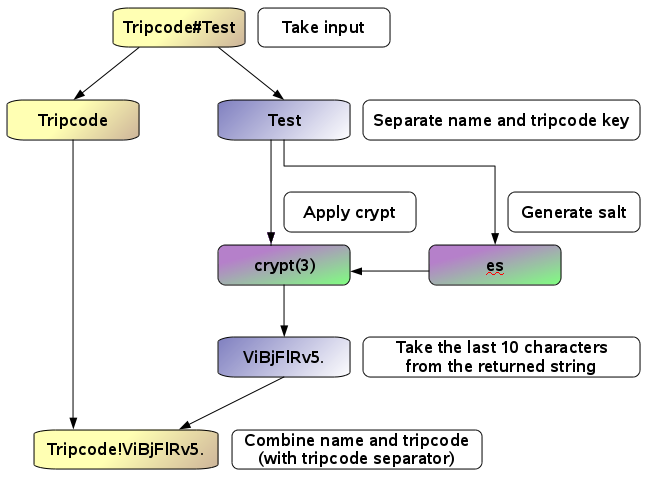
Proces generacji tripkodu

Fora obrazkowe dzielą się na podfora tematyczne (tzw. boardy), każdy board ma określoną liczbę stron (np. 12), po przekroczeniu tej liczby stare posty są usuwane. Większość for internetowych tego typu charakteryzuje się wymuszoną anonimowością, niektóre, zamiast rejestracji, pozwalają na opcjonalne użycie tzw. tripkodu (ang. tripcode, funkcja skrótu bazująca na szyfrowaniu DES) do identyfikacji użytkowników.